# Tarrafal de São Nicolau (concelho)
| Tarrafal Concelho de Tarrafal de São Nicolau |                                 |
| \| \| \| \| (Bandeira) \| (Brasão) \|        |                                 |
| Localização de Tarrafal                      |                                 |
| Gentílico                                    |                                 |
| Ilha                                         | São Nicolau                     |
| Sede                                         | Vila do Tarrafal de São Nicolau |
| Freguesias                                   | São Francisco                   |
| Área                                         | 121,5 km²                       |
| População                                    | 5237                            |
| Dia do Município                             | 2 de agosto                     |
| Cód. CGN-CV                                  | 31                              |
| Cód. ISO                                     | CV-SN                           |
| Website                                      | www.cmtsn.cv                    |
| Bandeira de Tarrafal                         | Brasão de Tarrafal              |
| (Bandeira)                                   | (Brasão)                        |

Tarrafal de São Nicolau é um concelho/município da ilha de São Nicolau, em Cabo Verde.
O Dia do Município é 2 de agosto.
Desde 2008, o município de Tarrafal de São Nicolau é governado pelo Partido Africano para a Independência de Cabo Verde.

## Geografia
Ocupa a região Sudoeste da Ilha de S.Nicolau, com uma superfície total estimada de 121,5 km², integrado por sete zonas:
- Fragata
- Ribeira Prata
- Praia Branca
- Tarrafal
- Cabeçalinho
- Hortelã
- Palhal
- Ribeira dos Calhaus

## Estabelecimentos
| Zona                | Lugar                                  | Tipo   |
| ------------------- | -------------------------------------- | ------ |
| Tarafal             | Alto Fontainhas                        | Urbano |
| Tarafal             | Alto Saco                              | Urbano |
| Tarafal             | Telha                                  | Urbano |
| Tarafal             | Amarelo Pintado                        | Urbano |
| Tarafal             | Campo Pedrada                          | Urbano |
| Tarafal             | Chã de Poça                            | Urbano |
| Tarafal             | Escada                                 | Urbano |
| Tarafal             | João Baptista                          | Urbano |
| Fragata             | Cruzinha                               | Rural  |
| Fragata             | Fragatona                              | Rural  |
| Fragata             | Geronimo                               | Rural  |
| Ribeira Prata       | Alto Victor                            | Rural  |
| Ribeira Prata       | Barreira                               | Rural  |
| Ribeira Prata       | Chã                                    | Rural  |
| Praia Branca        | Bardeja                                | Rural  |
| Praia Branca        | Cruz                                   | Rural  |
| Praia Branca        | Estreito                               | Rural  |
| Praia Branca        | Laja                                   | Rural  |
| Praia Branca        | Lombo Mimente                          | Rural  |
| Praia Branca        | Lombo das Pombas                       | Rural  |
| Praia Branca        | Fundo Curral                           | Rural  |
| Praia Branca        | Alto Cantreira                         | Rural  |
| Praia Branca        | Areia de Bomba                         | Rural  |
| Praia Branca        | Meio Praia Branca                      | Rural  |
| Praia Branca        | Fundura                                | Rural  |
| Cabeçalinho         | Cachaçinho                             | Rural  |
| Cabeçalinho         | Caldeira                               | Rural  |
| Cabeçalinho         | Chamiço de Cima                        | Rural  |
| Cabeçalinho         | Ribeira de Fonte                       | Rural  |
| Cabeçalinho         | Assomada Caleijão/Assomada de Estancha | Rural  |
| Cabeçalinho         | Chã                                    | Rural  |
| Cabeçalinho         | Lombo Cabeçalinho                      | Rural  |
| Cabeçalinho         | Missemirinha                           | Rural  |
| Cabeçalinho         | Lombo Ferreira                         | Rural  |
| Cabeçalinho         | Coxo de Cabeçalinho                    | Rural  |
| Cabeçalinho         | Curva de Barraquinha                   | Rural  |
| Cabeçalinho         | Lombo Colo/Lombo Loteiro               | Rural  |
| Cabeçalinho         | Mato Fort                              | Rural  |
| Cabeçalinho         | Titeia                                 | Rural  |
| Cabeçalinho         | Alto Cacáco                            | Rural  |
| Hortelã             | Espigão                                | Rural  |
| Hortelã             | Hostelão de Lá                         | Rural  |
| Hortelã             | Chã de Manuel da Luz                   | Rural  |
| Hortelã             | Galo Canto                             | Rural  |
| Hortelã             | Alto de Nhõ Vidal                      | Rural  |
| Palhal              | Topo de Palhal                         | Rural  |
| Palhal              | Palhal de Cima                         | Rural  |
| Palhal              | Palhal de Baixo                        | Rural  |
| Ribeira dos Calhaus | Ribeira dos Calhaus de Baixo           | Rural  |
| Ribeira dos Calhaus | Ribeira de Duque                       | Rural  |

## História
Foi criado em 2005, quando o antigo Concelho do São Nicolau foi dividido em dois, passando a parte sudoeste a ser chamada Concelho de Tarrafal de São Nicolau, e a parte nordeste a ser chamada Concelho de Ribeira Brava.
O crescimento notório verificado despertou nas populações locais o desejo de autonomia, concretizada com a elevação da região do Tarrafal a Concelho, em 2005, através da lei n.º 67/VI/2005, resultado da desanexação de parte do território do Concelho de São Nicolau, que passou a denominar-se Concelho da Ribeira Brava.
Durante um período de transição, o município foi governado pela chamada Comissão instaladora. A 18 de Maio de 2008 foi realizada a primeira eleição municipal, ganha pelo PAICV.

## Demografia
Albergava em 2000 uma população de 5.180 Habitantes, todavia dados actualizados sugerem que a população do Concelho cresceu ligeiramente, apesar de se ter verificado uma redução da população global da ilha de São Nicolau.
| População de Tarrafal de São Nicolau (concelho de Cabo Verde) (1940–2010) | População de Tarrafal de São Nicolau (concelho de Cabo Verde) (1940–2010) | População de Tarrafal de São Nicolau (concelho de Cabo Verde) (1940–2010) | População de Tarrafal de São Nicolau (concelho de Cabo Verde) (1940–2010) | População de Tarrafal de São Nicolau (concelho de Cabo Verde) (1940–2010) | População de Tarrafal de São Nicolau (concelho de Cabo Verde) (1940–2010) | População de Tarrafal de São Nicolau (concelho de Cabo Verde) (1940–2010) | População de Tarrafal de São Nicolau (concelho de Cabo Verde) (1940–2010) |
| ------------------------------------------------------------------------- | ------------------------------------------------------------------------- | ------------------------------------------------------------------------- | ------------------------------------------------------------------------- | ------------------------------------------------------------------------- | ------------------------------------------------------------------------- | ------------------------------------------------------------------------- | ------------------------------------------------------------------------- |
| 1940                                                                      | 1950                                                                      | 1960                                                                      | 1970                                                                      | 1980                                                                      | 1990                                                                      | 2000                                                                      | 2010                                                                      |
| —                                                                         | —                                                                         | —                                                                         | —                                                                         | 2107                                                                      | 2109                                                                      | 1853                                                                      | 5237                                                                      |